# 种师中
种师中（1059年—1126年），字端孺，宋代名将种世衡第七子种记的次子，北宋名将种师道之弟，种氏三代为西北名将，人称小种经略相公。历任知环州、知滨州、知邠州、知庆阳府、知秦州事，侍卫亲军马军副都指挥使（禁軍軍職，正五品）、房州观察使（階官，正任觀察使，正五品），奉宁军承宣使（階官，正任承宣使，正四品）。
靖康元年（1126年）初，金军进逼東京汴梁（今河南开封），种师中奉诏率秦兵入援，未至而金军退，乃以二萬士卒驻守滑州（今滑县东）。二月，金军攻太原、中山（今河北定州）、河间（今属河北）三镇，被授为河北制置副使，率军往援。时金军左副元帅粘罕（漢名完颜宗翰）已抵泽州（今山西晋城），建议出其不意，自邢州（今河北邢台）、相州（今河南安阳）出上党（今山西长治），从侧后袭击，宋廷不允。后奉命由井陉（今河北井陉北）进至平定军（今山西平定东南），乘胜收复寿阳、榆次（今均属山西）等地，还屯真定（今河北正定）。五月，粘罕自太原歸雲中（今山西大同）。知枢密院事许翰误信金兵将退，强令种师中出师，解太原之围。其军至寿阳之石坑，遭金军袭击，五战三胜，进抵榆次。因制置使姚古等失期会师，加上杨志等人逃亡，以致陷入金军重围，种师中身被四创，力戰而亡。
种师中为人老成持重，为时名将，抗金诸军自是气夺。刘韐言：“师中闻命即行，奋不顾身，虽古忠臣，不过也。”请加优赠，以劝死国者。诏赠向德军节度使、开府仪同三司、少师（贈官，三少，正一品），谥曰庄愍。

## 家族
- 祖父：种世衡
- 父：种记
- 兄：种师道
- 子：种洌、种浤